# Toaster Nsabata
Toaster Nsabata, né le 24 novembre 1993 en Zambie, est un footballeur international zambien. Il joue au poste de gardien de but pour ZESCO United.

## Biographie

### En club
Nsabata est né à Chingola au nord de la Zambie. 
Il rejoint Zanaco FC, après avoir quitté le Nchanga Rangers FC  au début de l’année 2016. Un an auparavant, en juillet 2015, il a subi des blessures sans de graves conséquences dans un accident de voiture. 
En décembre 2020, il quitte le club Zanaco à la suite de l’expiration de son contrat. Il signe ensuite pour Zesco United, un autre club Zambien en janvier 2021 pour un contrat qui durera trois ans. 
En août 2021, il signe de nouveau pour Sekhukhune United, un club de la première division sud-africaine. Nsabata dispute que 10 matchs pour le club du Limpopo, toutes compétitions confondues. Il encaisse huit buts. Il est libéré par le club avant la saison 2023/24. 
Il retourne au Zesco United en 2023 pour un contrat de deux ans.

### En sélection
En 2014, Nsabata fait ses débuts chez les seniors, jouant l’intégralité des 90 minutes lors d’une défaite 4-3 contre le Japon. Il est écarté de l’équipe de Zambie pour la Coupe d’Afrique des Nations 2015 par l’entraîneur Honour Janza.
En 2024, il est appelé dans l’équipe pour participer à la Coupe d'Afrique des nations de football 2023 en Côte d'Ivoire où il ne joue aucun match,.